# Ihi
Die bereits seit dem Alten Reich belegte Altägyptische Gottheit Ihi ist sowohl ein Gott der Musikanten wie auch ein im Totengericht agierender Richtergott. Er trägt auch die Bezeichnung „Einziger der Hathor“. In der ägyptischen Mythologie ist die Mutter von Ihi die Göttin Hathor von Dendera. Zusammen mit seinem Vater Horus von Edfu bildete er im Tempel von Edfu eine Göttertriade. 
Mit seinem Bruder Harsomtus erscheint er als „Vereiniger der beiden Länder“. Mitunter wurde Ihi als Kälbchen bezeichnet, wie Hathor auch als Kuh. Obwohl Ihi meistens in Verbindung mit seiner Mutter auftrat, setzte man ihn auch in Beziehung zur aufgehenden Sonne. Nektanebos I. weihte ihm sogar das zweite Mammisi („Ort der Geburt“-Geburtshaus) in Dendera. Hier wurde jährlich seine Geburt im Anschluss an das Sothis-Fest am 2. Achet I gefeiert.

## Darstellungen
Die ältesten ikonografischen Darstellungen stammen aus dem Neuen Reich, wo er unter anderem als stehender menschengestaltiger Gott mit herabhängenden Armen zu sehen ist, wahlweise mit einem Stern auf dem Kopf. Außerdem wurde er auch als stehend-menschengestaltiger nackter Kindgott mit Sistrum in der Hand abgebildet. In der Spätzeit wurde er als löwenköpfige Mumie mit einer Maat-Straußenfeder auf dem Kopf dargestellt; in den Händen eine Schleife haltend.
In der griechisch-römischen Zeit änderten sich seine Attribute. So waren seine ikonografischen Ausstattungsmerkmale in jener Zeit: Mumienförmiger Ptah-Gott oder ein dem Hor-pa-chered ähnliches Erscheinungsbild als thronender Kindgott mit Jugendlocke, Doppelkrone, Finger am Mund, Krummstab und Geißel; wahlweise als nackter Kindgott mit weißer Krone und Jugendlocke sowie ein Sistrum und Anch in den Händen haltend. Ein weiteres Attribut des Gottes ist das Menit (auch Menat genannt).